# YTV
YTV — канадский англоязычный специализированный канал, принадлежащий YTV Canada, Inc., дочерней компании Corus Entertainment. Его программы состоят из оригинальных живых боевиков и анимационных телесериалов, фильмов и программ третьих сторон американских детских каналов Nickelodeon и Cartoon Network, а также других дистрибьюторов. YTV использует два канала со сдвигом во времени, которые работают как по расписанию, так и по расписанию Восточного и Тихоокеанского часовых поясов. По состоянию на 2013 год он доступен в более чем 11 миллионах канадских семей.
Прозвище «YTV» первоначально считалось некоторыми телезрителями аббревиатурой от «Youth Television» (Молодежного телевидения); однако веб-сайт канала отрицает это, несмотря на то, что изначально сеть позиционировала себя как молодежная.

## История
Канал получил лицензию Канадской комиссии по радио, телевидению и электросвязи (CRTC) в 1987 году. Открыт 1 сентября 1988 года в 19:00. EST со специальным предварительным просмотром Джона Кэнди, YTV был преемником двух предыдущих служб специального программирования, которыми управляли различные кабельные компании Онтарио, начиная с конца 1970-х годов. Двумя крупнейшими акционерами YTV были две кабельные компании, Rogers Cable и CUC Broadcasting, которые позже были приобретены Shaw Communications. К 1995 году посредством различных приобретений и сделок Шоу получил полный контроль над YTV; он был выделен как часть Corus Entertainment в 1999 году. Канал по-прежнему принадлежит YTV Canada (используется для YTV и его дочерней сети Treehouse TV), теперь полностью принадлежащей Corus Entertainment в рамках своего подразделения Corus Kids.
В 1998 году YTV начал использовать в своем брендинге фактор «грубости» в стиле Nickelodeon, с гораздо меньшим количеством слизи, и начал использовать слоган «Keep It Weird». На протяжении многих лет YTV использовала несколько различных логотипов в эфире с одинаковым расположением белых букв на разных причудливых и необычных существах. Логотип, используемый в титрах, показывает это расположение на красном экране стилизованного фиолетового телевизора.
18 сентября были одобрены два специализированных канала Corus для расширений YTV: YTV POW !, международного жанра детских боевиков, приключений и супергероев и YTV OneWorld, ориентированные на детей в возрасте от 6 до 17 лет с путешествиями, юмором, играми и STEM., 2008. Лицензия YTV Oneworld использовалась для запуска Nickelodeon Canada.
Осенью 2005 года новый пост - 18:00. Рекламный стиль был разработан для более старшей аудитории, в которой использовался гораздо более простой логотип и более гладкая упаковка с уменьшенной тактикой выкупа. Весной 2006 года простой логотип впервые появился в рекламных роликах YTV и даже появился в титрах новых оригинальных программ. В 2007 году этот вид был принят для всего канала. В сентябре 2009 года логотип был немного изменен: он стал новым цветом, а фон был упрощен. Уменьшены вариации на бамперах. Вместо этого есть большая непрозрачная цифровая графика на экране, сообщающая зрителям, какие программы будут следующими, а также рекламные акции этих программ. В сентябре 2012 года логотип изменили эстетически.
В 2013 году, после того как Corus Entertainment завершила приобретение сетей TELETOON Canada Inc., YTV начала транслировать повторные показы избранных программ Teletoon, включая оригинальные и приобретенные сериалы. В свою очередь, некоторые программы, которые транслировались на YTV (например, Pokémon, франшиза Yu-Gi-Oh!, Oh No! It's an Alien Invasion и Power Rangers) были перенесены на Teletoon.
6 октября 2014 года на канале была обновлена торговая марка, добавлена новая графика и выпуклости, созданные студией Eloisa Iturbe Studio. Кроме того, канал обновил свой логотип, направив его вверх влево, а не прямо к аудитории.

## Программирование
В расписании YTV в основном представлены программы, ориентированные как на детей, так и на подростков, с целевой аудиторией от детей до молодежи. В верхней части этого диапазона находятся повторы таких драм, как «Смоллвиль». Поздним вечером он транслировал значительное количество британских ситкомов, таких как «Моя семья», но они были исключены. Это был первый канал, который транслировал первый полностью компьютерный мультсериал ReBoot, а также транслировал североамериканскую премьеру Sailor Moon. В то время как некоторые из его шоу ориентированы на более молодую аудиторию, другие предназначены для подростков старшего возраста, а некоторые из шоу посвящены взрослому контенту и темам для взрослых.